# 1237
1237 (MCCXXXVII) je bilo navadno leto, ki se je po julijanskem koledarju začelo na četrtek.

## Dogodki

#### Mongolske osvojitve
- Mongolski general Čormagan zagotovi lojalnost Kraljevine Gruzije in Armenske Kiklije. Nedolgo zatem sledi napad Batu kana na ruske kneževine. ↓
- → Po uničenju Volških Bolgarov prejšnje leto začne Batu kan z obširno vojaško kampanjo proti ruskim kneževinam. Vojaški del kampanje vodi general Subedej.
- november - Batu kan najprej odpošlje odposlanstvo na vladimirski dvor k velikemu knezu Juriju II.. Ta se obnaša do mongolskih odposlancev ošabno in jih zavrne.
  - Istočasno poteka še mongolska ofenziva na severnem Kavkazu. Po krvavem porazu Kirkizov in Alanov na zahodnem delu Džurdžuki, predniki današnjih Čečenov in Ingušev, mnogo bolj srdito branijo svojo deželo. Po porazu v nižinah se umaknejo v gore iz začno z intenzivno gverilsko vojno proti mongolskim okupatorjem.
- Podobno diplomatsko izkušnjo kot v Vladimirju Mongoli doživijo še v kneževini Rjazan.↓
- 16. december → Začetek obleganja Rjazana. Vladimirski knez presliši prošnje na pomoč, večji vojaški oddelek pošlje obleganemu mestu na pomoč černigovski knez, vendar ga Mongoli porazijo. ↓
- 21. december → Po nekaj dneh obleganja Mongoli uničijo mesto Rjazan in pobijejo večino prebivalcev. 1238 ↔
  - Začetek legende o Kitežu[1], mitičnemu otočnem ruskemu mestu v Niženovgorodski oblasti, ki naj bi se potopilo ob prihodu Mongolov.
- Mongoli si podredijo ves Afganistan, Kašmir, večino Perzije z izjemo južnega abasidskega dela in gorskih trdnjav Asasinov v gorovju Elburz.

#### Vojna v Lombardiji
- Začetek leta: invazijo na Italijo in odsotnost rimsko-nemškega cesarja Friderika II. izkoristijo nekateri nemški plemiči, ki zanetijo upor. Friderik II. se hitro vrne čez Alpe in zatre upor, avgusta je že nazaj v Italiji.
  - V Nemčiji proglasi za regenta mainškega nadškofa Sigfrida III.
- februar - Rimsko-nemški cesar Friderik II. povzdigne svojega sina Konrada IV. v nemškega kralja.
- 27. november - Bitka pri Courtenovi: cesarska armada Friderika II., ki jo močno okrepi z glavnino sicilskih muslimanskih lokostrelcev, uničujoče porazi konfederacijsko Lombardsko ligo.
  - Razpustitev Lombardske lige. Milano, Brescia, Piacenza in Bologna se vsak zase začno pripravljati na daljša obleganja. Manjši člani konfederacije se uklonijo cesarski armadi.

#### Ostalo
- 27. marec - S smrtjo regenta Latinskega cesarstva Ivana Briennskega prevzame nominalno regentstvo Marija Briennska, njegova mladoletna hči in soproga latinskega cesarja Baldvina II.. Po vseh vojnah je Latinsko cesarstvo skrčeno na mesto Konstantinopel.↓
- → Baldvin II., ki se tačas mudi v Franciji, kjer (počasi, a vztrajno) zbira sredstva za povrnitev izgubljenih ozemelj Latinskega cesarstva, prežene iz marke Namur markizo (in sestro) Margareto ter njenega soproga Henrika I.. Pregnanca se zatečeta v soprogovo dedno grofijo Vianden. Kronično pomanjkanje denarja primora Baldvina II. da zastavi relikvijo Kristusove Trnove krone Benečanom v zameno za visoko posojilo. 1240 ↔
- 15. avgust, Bitka pri Puigu, rekonkvista: aragonski kralj Jakob I. odločujoče porazi muslimansko vojsko iz Valencije.
- 27. avgust - Umrlega sultana Damaska Al-Ašrafa nasledi mlajši brat As-Salih Ismail.
- 25. september - Yorški sporazum: kraljevini Anglija in Škotska se sporazumeta o razmejitvi med kraljevinama. Škotska se dokončno odreče pretenzijam po Northumbriji.
- Poroka med flandrijsko grofico Ivano in savojskim baronom Tomažem II., ki s tem postane iure uxoris nov flandrijski grof.
- Nemški viteški red Livonskega bratstva meča, ki so ga leto dni poprej temeljito porazili Balti, se pridruži Križnikom. Znotraj tega reda ohrani avtonomijo kot Livonski red. S pripojitvijo se združijo vsa posestva križnikov in Livonskega reda ob Baltiku v Meniško državo tevtonskih vitezov.[2]
  - Križniki ustanovijo mesto Elbing.
- Francoski kralj Ludvik IX. preda grofijo Artois v fevd mlajšemu bratu Robertu.
- Umrlega generala dominikanskega reda Jordana Saksonskega nasledi Rajmund Penjafortski.
- Ker so arhitekti pri gradnji stolpa (zvonika) Lincolnske katedrale naredili napako v podporni strukturi, se eden od stolpov sesuje.
- Umrlega sultan Sultanata Rum Kejkubada I. nasledi sin Kejhosrov II.
- Večji požar v prestolnici Južnega Songa Hangzhouju uniči čez 30.000 bivališč.

## Rojstva
- Adam de la Halle, francoski pesnik, skladatelj († 1288)
- Arni Thorlaksson, islandski škof († 1298)
- Bohemond VI., antiohijski knez, tripolitanski grof († 1275)
- Janez II., brandenburški mejni grof († 1281)
- Munio iz Zamore, general dominikanskega reda († 1300)

## Smrti
- 2. februar - Ivana Angleška, valižanska princesa, soproga Llywelyna Velikega (* 1191)
- 27. marec - Ivan Briennski, grof Brienna, jeruzalemski kralj, regent Latinskega cesarstva (* 1155)
- 5. maj - Fudživara Ietaka, japonski pesnik (* 1158)
- 27. avgust - Al-Ašraf, sirski sultan iz dinastije Ajubidov
- 7. december - Abraham ben Majmon, arabski judovski teolog, rabin, filozof  (* 1186)
- Jordan Saksonski, veliki mojster reda dominikancev (* 1190)
- Kejkubad I., seldžuški sultan (* 1188)
- Pons de Capduelh, okcitanski trubadur